# Mani vuote
Mani vuote è un singolo della cantautrice italiana Angelina Mango, pubblicato il 13 marzo 2023 come secondo estratto dal secondo EP Voglia di vivere.

## Descrizione
Il brano, scritto dalla stessa cantante, è prodotto da Michele Canova Iorfida.

## Promozione
Il brano è stato presentato in anteprima nel corso della ventiduesima edizione del talent show Amici di Maria De Filippi.

## Tracce
Testi di Angelina Mango, musiche di Angelina Mango, Michele Canova Iorfida, Antonio Cirigliano.
1. Mani vuote – 3:04

## Formazione
- Angelina Mango – voce
- Antonio Cirigliano  – chitarre, basso
- Michele Canova Iorfida – tastiere, synth, programmazione, produzione, ingegnere del suono